# Lundtoftegade
Lundtoftegade er en gade på Ydre Nørrebro, der strækker sig over 1 km. fra Borups Plads/Borups Allé i syd til Hyltebro i nord.
Lundtoftegades ry har historisk været præget af at den almene etagebebyggelse fra 1970'erne, der dominerer gadebilledet, har haft et ghettopræg; andelen af beboere af anden etnisk herkomst er høj, og mere end halvdelen af beboerne var udenfor arbejdsmarkedet. Et helhedsplan kombineret med såkaldt kombineret udlejning betød dog, at andelen af personer på arbejdsmarkedet i foråret 2008 kom over 50 procent. 